# Championnat de Finlande de football 1993
Navigation
Saison précédente Saison suivante
La saison 1993 du Championnat de Finlande de football était la 64e édition de la première division finlandaise à poule unique, la Veikkausliiga. Les douze meilleurs clubs du pays jouent les uns contre les autres à deux reprises durant la saison. À la fin de cette première phase, les 8 premiers disputent la poule pour le titre tandis que les 4 derniers affrontent les 4 premiers de deuxième division au sein d'une poule de promotion-relégation. Pour permettre le passage de la Veikkausliiga de 12 à 14 équipes, les 6 premiers de cette poule de barrage participeront à la première division la saison prochaine.
Le FC Jazz Pori remporte le tout premier titre de son histoire en terminant en tête de la première phase puis de la poule pour le titre, avec 4 points d'avance sur le MyPa 47 Anjalankoski et 9 sur le tenant du titre, le HJK Helsinki. Le HJK perd son titre de champion mais remporte un trophée cette saison après sa victoire en finale de la Coupe de Finlande face au RoPS Rovaniemi.

## Les 12 clubs participants
| - FC Ilves Tampere - RoPS Rovaniemi - MyPa 47 Anjalankoski - FinnPa Helsinki - Promu de Ykkonen - Haka Valkeakoski - Jaro Pietarsaari | - HJK Helsinki - Kuusysi Lahti - FC Jazz Pori - TPS Turku - TPV Tampere - Promu de Ykkonen - MP Mikkeli |

## Compétition
Le barème de points servant à établir les classements se décompose ainsi :
- Victoire : 3 points
- Match nul : 1 point
- Défaite : 0 point

### Première phase
| Rang | Équipe               | Pts | J  | G  | N | P  | Bp | Bc | Diff |
| ---- | -------------------- | --- | -- | -- | - | -- | -- | -- | ---- |
| 1    | FC Jazz Pori         | 41  | 22 | 12 | 5 | 5  | 50 | 28 | +22  |
| 2    | MyPa 47 Anjalankoski | 39  | 22 | 11 | 6 | 5  | 31 | 20 | +11  |
| 3    | HJK Helsinki T       | 39  | 22 | 12 | 3 | 7  | 27 | 17 | +10  |
| 4    | FinnPa Helsinki P    | 38  | 22 | 11 | 5 | 6  | 34 | 23 | +11  |
| 5    | TPV Tampere P        | 36  | 22 | 10 | 6 | 6  | 34 | 29 | +5   |
| 6    | Kuusysi Lahti        | 36  | 22 | 11 | 3 | 8  | 30 | 34 | -4   |
| 7    | TPS Turku            | 28  | 22 | 8  | 4 | 10 | 25 | 26 | -1   |
| 8    | RoPS Rovaniemi       | 27  | 22 | 8  | 3 | 11 | 22 | 25 | -3   |
| 9    | MP Mikkeli           | 26  | 22 | 7  | 5 | 10 | 32 | 32 | 0    |
| 10   | FC Haka Valkeakoski  | 25  | 22 | 7  | 4 | 11 | 27 | 36 | -9   |
| 11   | Jaro Pietarsaari     | 21  | 22 | 5  | 6 | 11 | 17 | 26 | -9   |
| 12   | FC Ilves Tampere     | 13  | 22 | 3  | 4 | 15 | 22 | 55 | -33  |

|  | Qualification pour la poule pour le titre           |
|  | Participation au barrage de promotion-relégation    |
|  | T Tenant du titre P Club promu de deuxième division |

### Seconde phase

#### Poule pour le titre
Les clubs conservent les points et résultats acquis lors de la première phase et rencontrent une fois chacun des adversaires de la poule.
| Rang | Équipe               | Pts | J  | G  | N | P  | Bp | Bc | Diff |
| ---- | -------------------- | --- | -- | -- | - | -- | -- | -- | ---- |
| 1    | FC Jazz Pori         | 58  | 29 | 17 | 7 | 5  | 67 | 33 | +34  |
| 2    | MyPa 47 Anjalankoski | 54  | 29 | 16 | 6 | 7  | 47 | 33 | +14  |
| 3    | HJK Helsinki T C     | 49  | 29 | 15 | 4 | 10 | 34 | 26 | +8   |
| 4    | Kuusysi Lahti        | 47  | 29 | 14 | 5 | 10 | 41 | 44 | -3   |
| 5    | FinnPa Helsinki P    | 46  | 29 | 13 | 7 | 9  | 45 | 35 | +10  |
| 6    | TPV Tampere P        | 38  | 29 | 10 | 8 | 11 | 38 | 39 | -1   |
| 7    | RoPS Rovaniemi       | 38  | 29 | 11 | 5 | 13 | 32 | 35 | -3   |
| 8    | TPS Turku            | 32  | 29 | 9  | 5 | 15 | 31 | 39 | -8   |

|  | Qualification pour la Coupe des Coupes 1994-1995                                        |
|  | Qualification pour la Coupe UEFA 1994-1995                                              |
|  | T Tenant du titre P Club promu de deuxième division C Vainqueur de la Coupe de Finlande |

#### Poule de promotion-relégation
Les clubs provenant de Ykkonen sont indiqués en italique. Les 6 premiers accèdent ou se maintiennent en première division.
| Rang | Équipe              | Pts | J | G | N | P | Bp | Bc | Diff |
| ---- | ------------------- | --- | - | - | - | - | -- | -- | ---- |
| 1    | MP Mikkeli          | 15  | 7 | 4 | 3 | 0 | 19 | 7  | +12  |
| 2    | Jaro Pietarsaari    | 14  | 7 | 4 | 2 | 1 | 9  | 5  | +4   |
| 3    | KuPS Kuopio         | 11  | 7 | 3 | 2 | 2 | 15 | 10 | +5   |
| 4    | FC Haka Valkeakoski | 10  | 7 | 3 | 1 | 3 | 13 | 11 | +2   |
| 5    | FC Oulu             | 10  | 7 | 3 | 1 | 3 | 10 | 10 | 0    |
| 6    | FC Ilves Tampere    | 9   | 7 | 2 | 3 | 2 | 5  | 7  | -2   |
| 7    | KajHa Kajaani       | 7   | 7 | 2 | 1 | 4 | 7  | 12 | -5   |
| 8    | KontU Helsinki      | 1   | 7 | 0 | 1 | 6 | 4  | 20 | -16  |

|  | Promotion en Veikkausliiga |

## Bilan de la saison
| Championnat de Finlande de football 1993   |                                  |
| Champion                                   | FC Jazz Pori (1er titre)         |
| Coupes et trophées                         |                                  |
| Vainqueur de la Coupe de Finlande 1993     | HJK Helsinki                     |
| Qualifications continentales               |                                  |
| Ligue des champions 1994-1995 Premier tour | Aucun                            |
| Coupe des Coupes 1994-1995 Premier tour    | HJK Helsinki                     |
| Coupe UEFA 1994-1995 Premier tour          | FC Jazz Pori                     |
| Coupe UEFA 1994-1995 Premier tour          | MyPa 47 Anjalankoski             |
| Promotions et relégations                  |                                  |
| Promus en Veikkausliiga                    | FC Oulu                          |
| Promus en Veikkausliiga                    | KuPS Kuopio                      |
| Relégués en Ykkonen                        | Aucun (passage de 12 à 14 clubs) |